# Кизилтан (Жамбильський район)
Кизилта́н (каз. Қызылтаң) — село у складі Жамбильського району Алматинської області Казахстану. Входить до складу Матібулацького сільського округу.
У радянські часи село називалось «Кзилтан».
Населення — 8 осіб (2021; 24 у 2009, 78 у 1999, 170 у 1989).